# 河内坡垒
河内坡垒（学名：Hopea hongayensis）为龙脑香科坡垒属下的一个种。

## 扩展阅读
- 維基物種上的相關：河内坡垒